# واکسهال، اوکلند
| (Hauraki Gulf)    | (Hauraki Gulf)     | Narrow Neck        |
| (Hauraki Gulf)    | واکسول             | Bayswater          |
| چلتنهام، نیوزیلند | دوونپورت، نیوزیلند | دوونپورت، نیوزیلند |

واکسول (به لاتین: Vauxhall) یک حومه شهر در نیوزیلند است که در منطقه آوکلند واقع شده‌است.